# Kościół św. Antoniego Padewskiego w Wójtówce
Kościół św. Antoniego Padewskiego w Wójtówce – kościół we wsi Wójtówka (województwo dolnośląskie).
Kościół filialny parafii w Lądku-Zdroju z XIX w.